# シャチボン

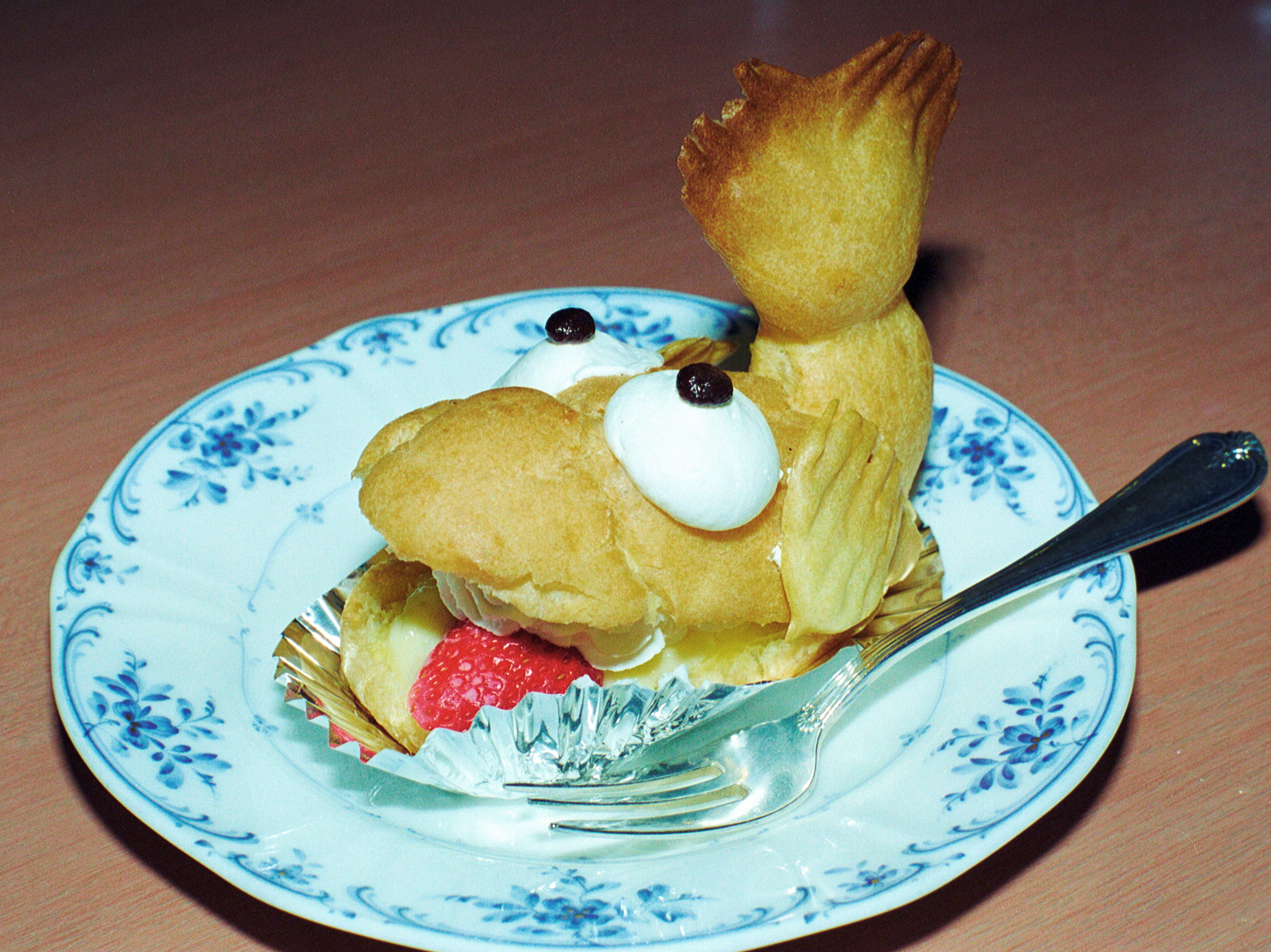
シャチボン（ボンヴォヤージュ、2003年1月）

シャチボンは、ジェイアール東海フードサービス株式会社がJR名古屋駅内で販売していた鯱形のシュークリーム。2000年に販売が開始され、名古屋名物の一つとなったが、2011年に販売が中止された。2022年6月から11年ぶりに復活し、2024年4月まで販売された。

## 経緯
JR名古屋駅コンコースの喫茶店「ボンヴォヤージュ」で2000年前から販売が始まった、口にイチゴ、目玉に生クリームとチョコを使った鯱形のシュークリーム。売れ行きが予想できず、発売当初は一日6個を限定販売するのみであったが、たちまち大人気となり、ネット上では、名古屋を訪れた人たちの「シャチボン体験記」まで書かれるようになった。

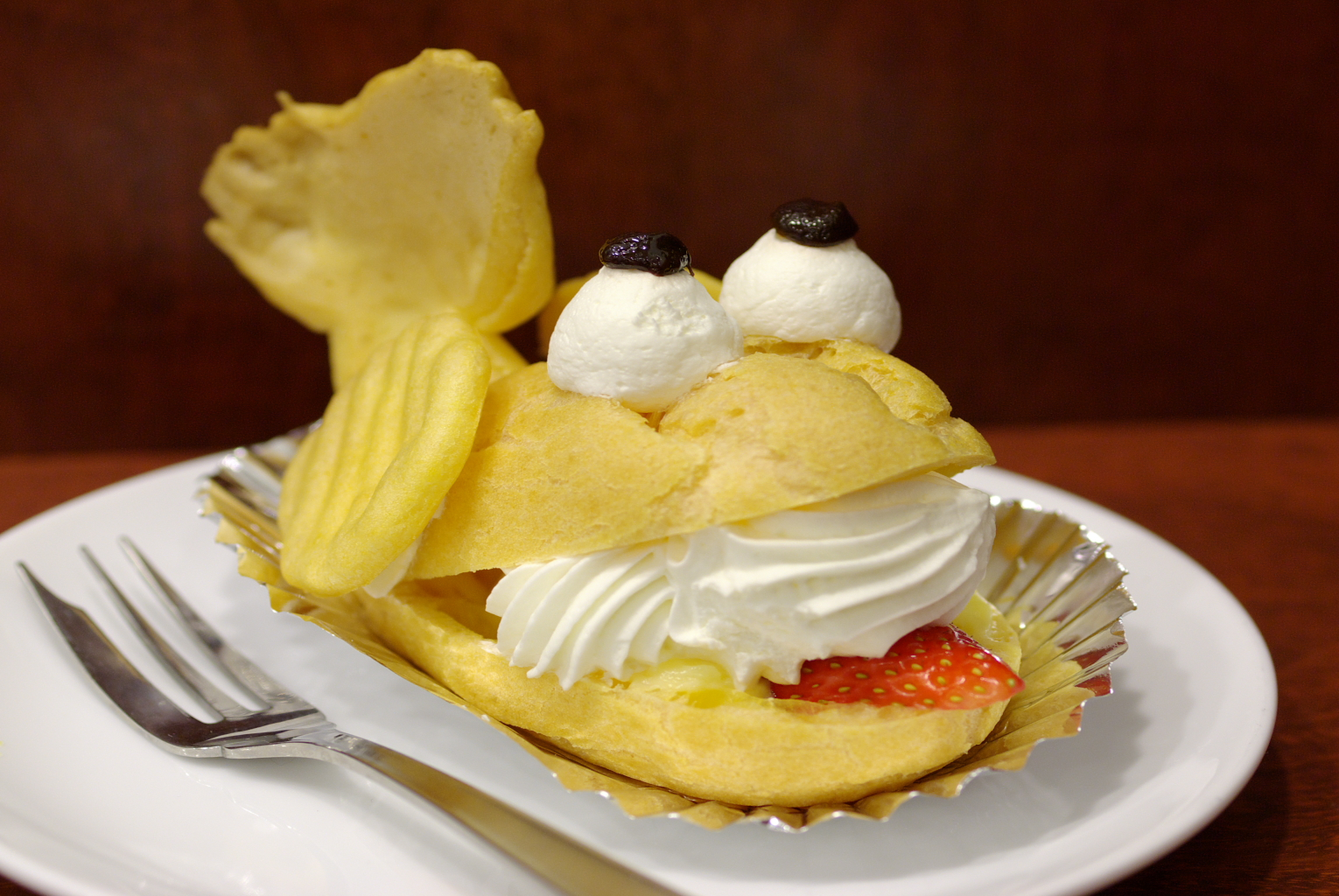
シャチボン（カフェ アローム、2010年2月）

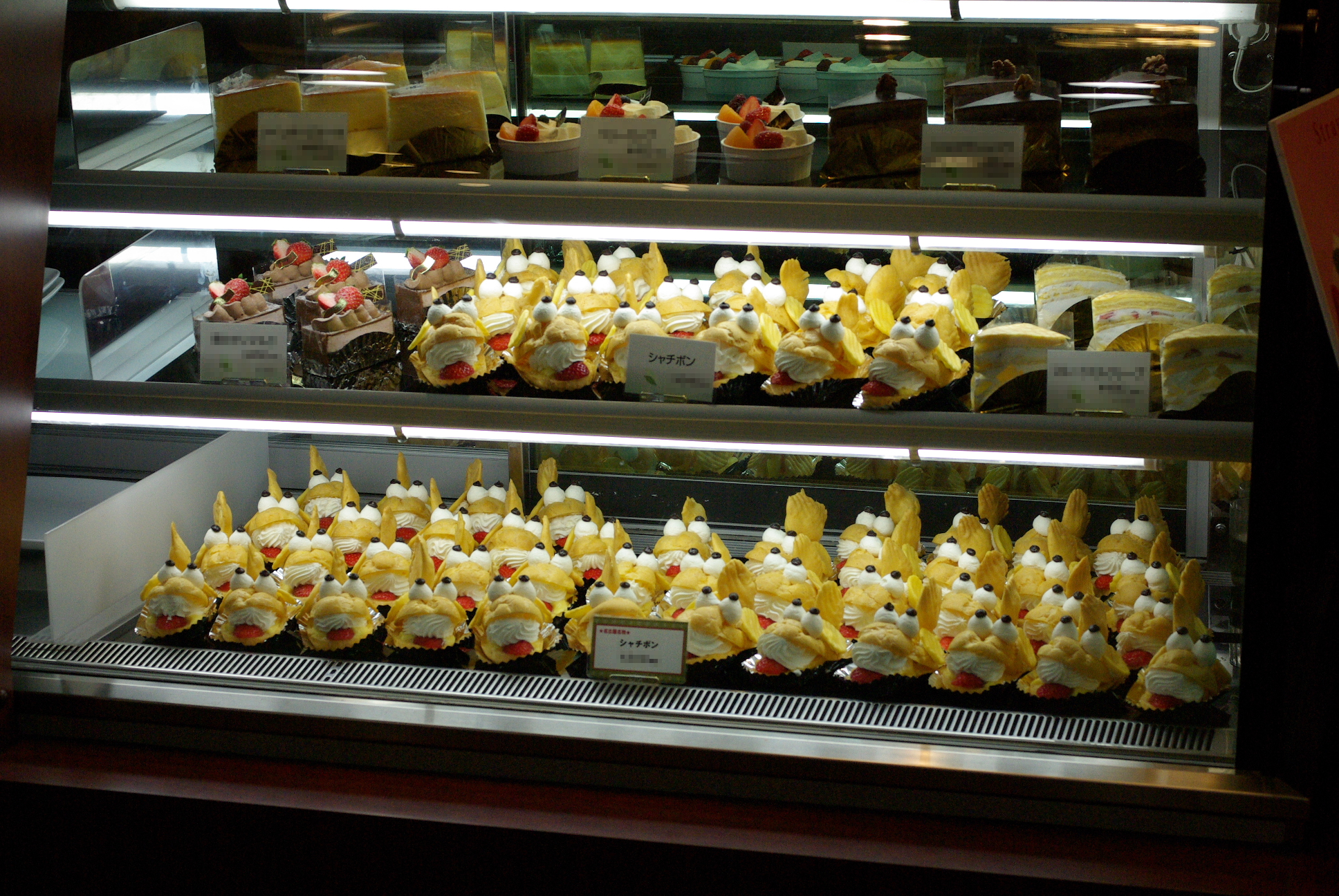
カフェ アローム店頭に並んでいたシャチボン群（2010年2月）

登場以来、JR名古屋駅内でのみ販売された。2004年秋のコンコースのリニューアル工事に伴い、「カフェ・ラウンジ ボン・ヴォヤージュ」は閉店し、シャチボンは、既存の喫茶店であった「黐木」に引き継がれた。「黐木」のみでの販売の時期を経て、シャチボンは名古屋駅中央コンコースにあるラーメン店「なご家」でも併売される時期があった。2007年4月、喫茶店「カフェ アローム」が開店し、シャチボン二つを乗せた名古屋城パフェも販売されるようになった。2011年2月末の「カフェ アローム」の閉店とともに「休養」と称してシャチボンの販売は中止された。

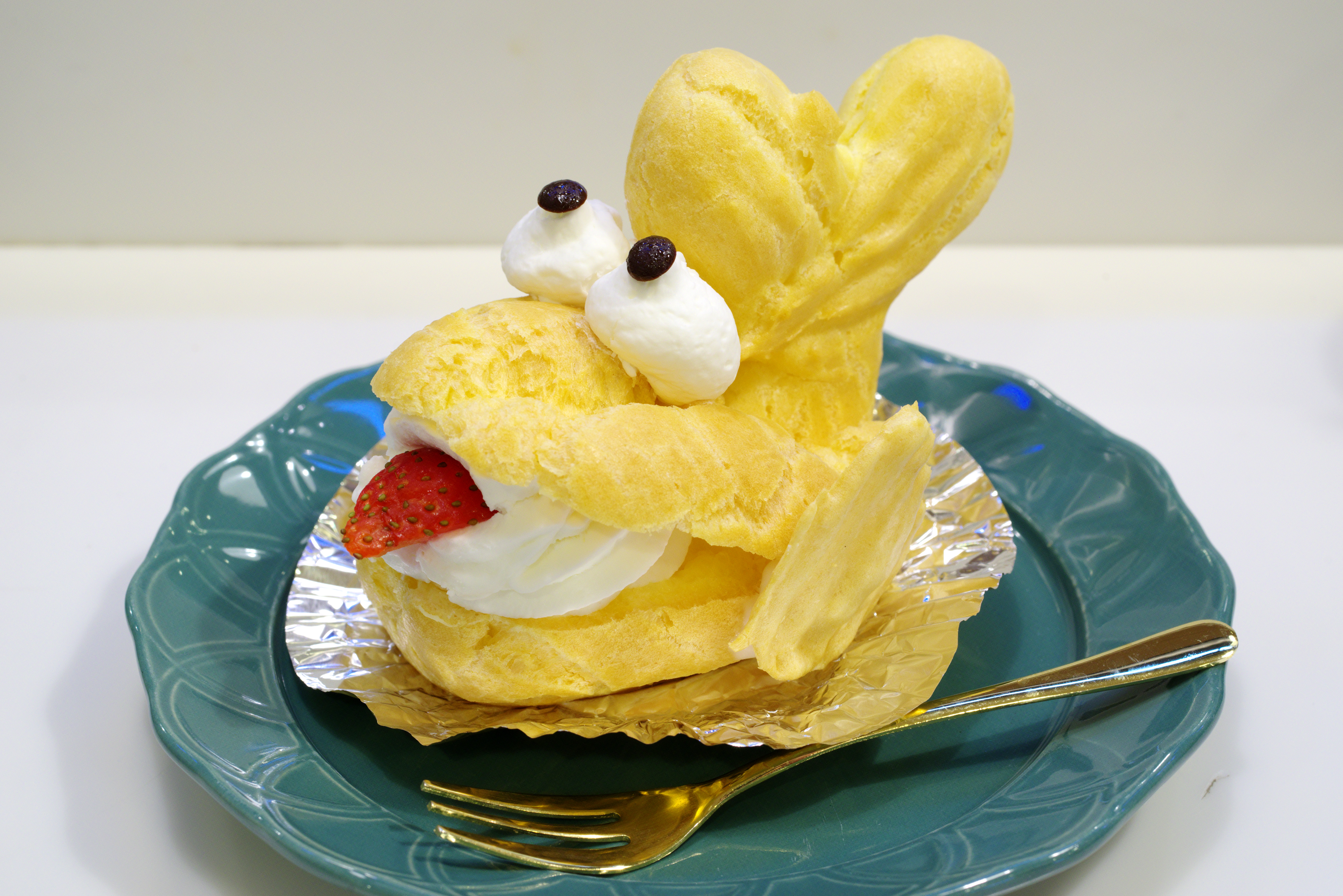
シャチボン（カフェ デンマルク、2022年7月）

その後、ジェイアール東海フードサービスによる主力スイーツは、JR名古屋駅内にある喫茶店「カフェ ジャンシアーヌ」で「シャチボン」の販売中止から4か月後の2011年7月1日から販売が開始された、名古屋コーチンの卵を使用したひよこ形のプリン「ぴよりん」に移行した。愛らしい「ぴよりん」とは異なり、シュールな雰囲気がある「シャチボン」の復活の声が多く寄せられ、ジェイアール東海フードサービスは2019年頃から「シャチボン」の復活に向けたプロジェクトを開始。同社が当時「シャチボン」を手がけた元パティシエの協力を得た。そして、2022年6月8日からJR名古屋駅内にある「カフェ デンマルク JR名古屋駅店」でシャチボンが11年ぶりに復活販売されることが同年5月31日発表されたが、2024年4月を以って再度販売休止となった。

## 概要

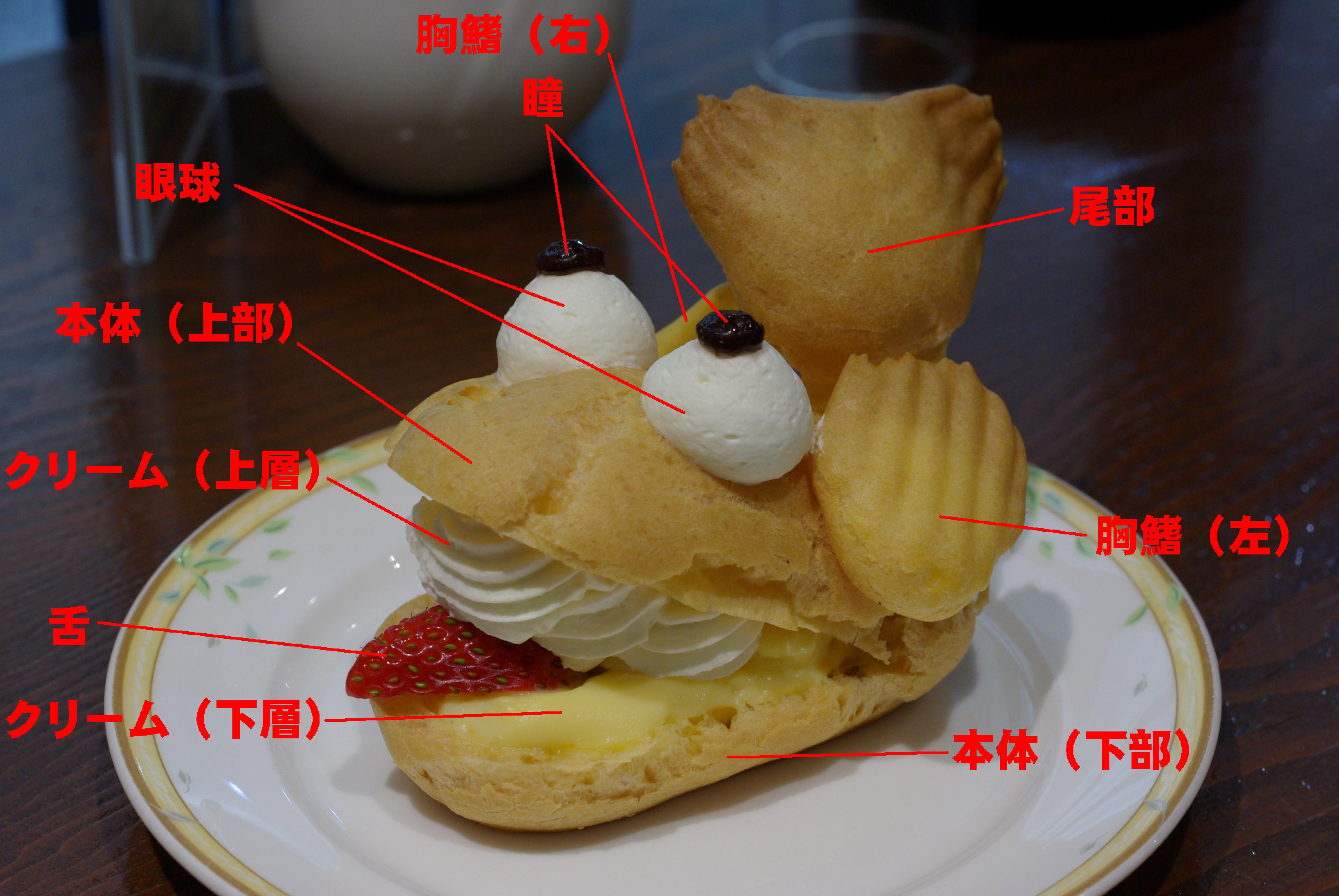
シャチボンの構成部品（黐木、2007年1月）

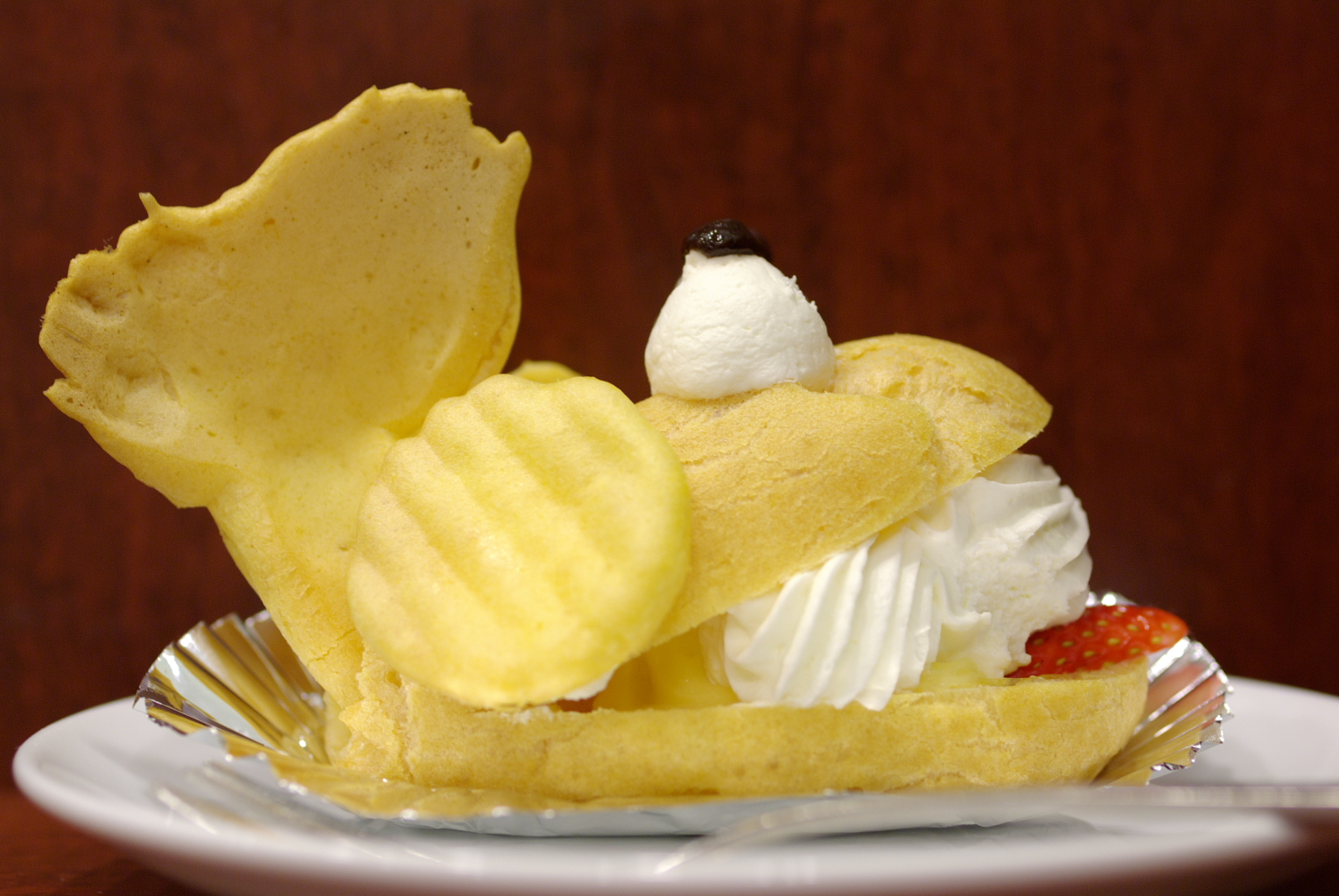
シャチボンの右側面視（カフェ アローム、2010年2月）

本体は長円形で、水平方向に上下をほとんど分断寸前まで深く切り込み、その切り込みの中に上下層のクリーム、舌（苺）を配置する。上層のクリームを高く盛ることにより、シャチボンの口を大きく開けさせている。本体（下部）は下あごを形成することとなる。
本体（上部）後方には穴が穿たれ、そこに尾部がはめられている。尾部内のカスタードクリームと本体の下層クリームとで、本体と尾部が接着されている。
なお、本体、尾部等の呼称は本項での説明のために便宜的に用いたものであり、正式呼称ではない。
シャチボンの構成部品は下記の通り。
- 本体：シュー生地（切込みを境に、上部・下部に分けて呼ぶこととする）
- 尾部：シュー生地
- 左右の胸鰭：シュー生地
- 目玉：チョコレートと生クリーム
- 上層クリーム：生クリーム
- 口：苺（半裁）
- 下層クリーム：カスタードクリーム
- 尾部内クリーム：カスタードクリーム
- 胸鰭接着用クリーム：生クリーム

## 名古屋城パフェ

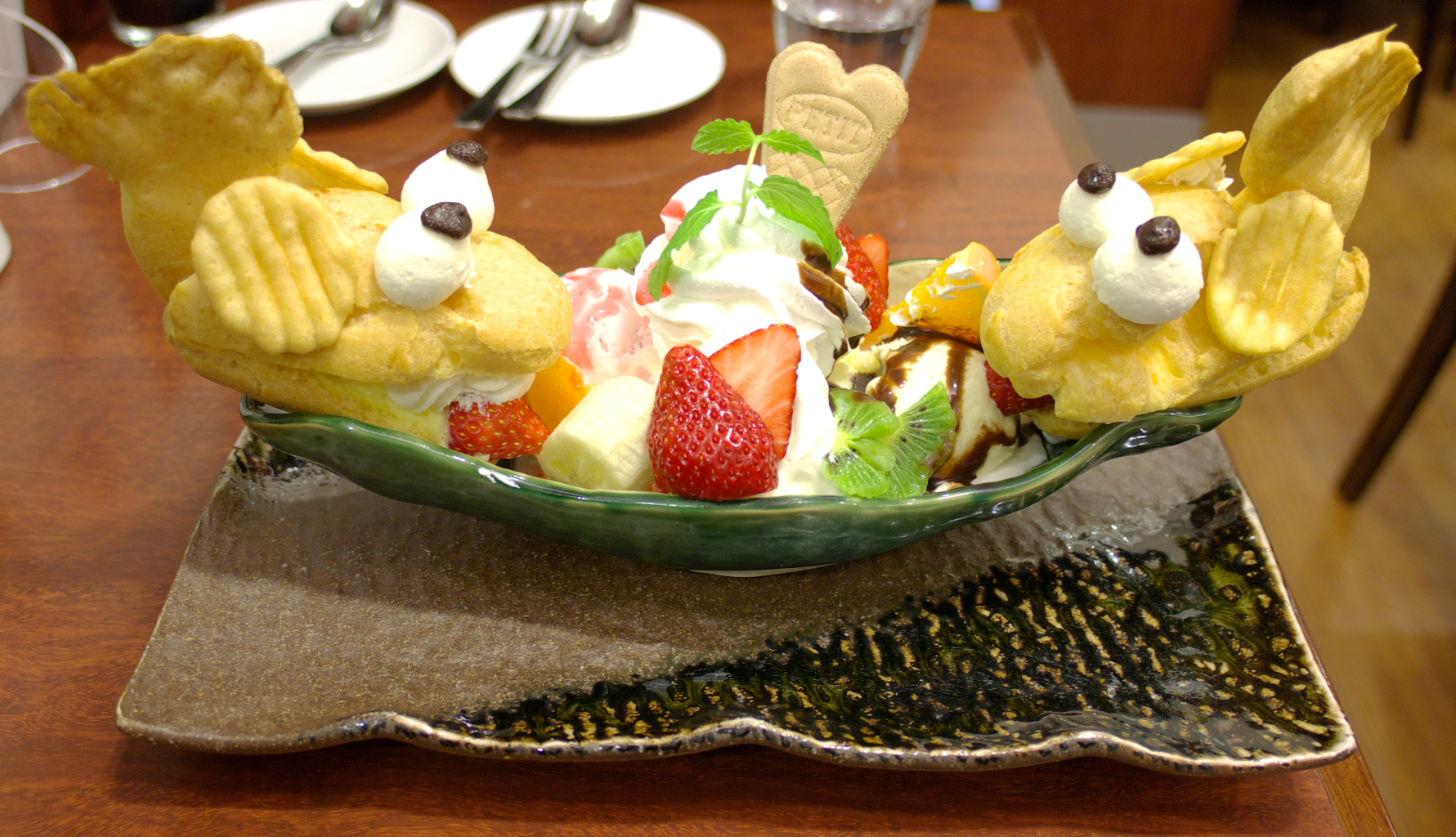
名古屋城パフェ（カフェ アローム、2010年5月）

2007年4月の「カフェ アローム」開店と同時に発売開始されたパフェ。名古屋城の屋根をイメージしてシャチボン2匹を両端に配置し、中心部分にはパイとその周囲にアイスクリーム、フルーツが配されていた。2人用で1,500円。
このパフェも現在は販売を中止されている。

## 影響
千葉県柏市の洋菓子店「カフェ・ド・ジュアン」では、かしわインフォメーションセンターのゆるキャラ「カシワニ」をモチーフにしたシュークリームが販売されているが、これは店主の古田康郎がシャチボンからヒントを得たものである。